# Palais Niel
Pour les articles homonymes, voir Niel.
Le palais Niel est la plus prestigieuse demeure construite à Toulouse au cours du XIXe siècle. Elle fut construite pour le maréchal de France Adolphe Niel entre 1863 et 1868. Il est situé rue Montoulieu-Saint-Jacques, en bordure des allées Forain-François-Verdier et du square Boulingrin (le Grand-Rond).

## Histoire
Lorsque, sous le Second Empire, on décida d'organiser les grands commandements et de placer à leur tête un maréchal de France, Toulouse fut désignée pour recevoir le chef de l'armée régionale du sud (sixième grand commandement militaire). Le maréchal Adolphe Niel inaugura ce commandement en 1859, au retour de la campagne d'Italie. L'hôtel Duranti était alors le siège du quartier général et le maréchal Niel s'y installa. Très vite, on admit la nécessité de lui trouver une installation plus en rapport avec sa fonction et son prestige. La décision de lui construire un palais fut alors prise. 
Dans le quartier des Jardins, conçu par Louis de Mondran au XVIIIe siècle, une longue bande de terre dénommée le Foirail s'étendait entre le jardin Royal et la porte Saint-Étienne. Le 13 mars 1860, le maire céda à l'État les deux tiers de ce Foirail, soit 10 000 m2, pour la construction du palais. L'État acheta par ailleurs les terrains et immeubles bordant la rue Montoulieu Saint-Jacques et la rue Escoussières-Montoulieu, ces derniers s'appuyant sur l'ancienne muraille romaine. Le palais Niel a donc été construit sur les anciennes fortifications de Toulouse. Une partie des habitations classées insalubres ont été détruites pour la construction du palais et l'aménagement de la place Saint-Jacques. 
Les travaux furent exécutés de 1863 à 1868, et le 1er janvier 1868, le comte de Goyon, nouveau commandant du 6e corps d'armée, prit possession de la demeure car, ironie du sort, le maréchal Niel, devenu entretemps ministre de la Guerre en 1867, ne résidera jamais dans le palais qui porte son nom et mourra un an plus tard en 1869.
Sur les plans de la ville de Toulouse, le palais Niel porte le nom de « grand quartier général ». En effet, depuis sa construction, le palais a toujours accueilli un haut commandement militaire et son état-major. Aujourd'hui, et ce depuis 1999, le palais Niel est le quartier général opérationnel du général commandant la 11e brigade parachutiste : on y trouve son cabinet, ainsi que la délégation militaire départementale et le centre d'information et de recrutement des forces armées (CIRFA). Haute autorité militaire, le général exerce également les fonctions de délégué militaire départemental et est à ce titre l'interlocuteur privilégié du préfet pour toutes les questions de défense. Il est aussi le commandant d'armes et de la garnison interarmées de Toulouse, c'est-à-dire qu'il a autorité sur les trois différentes armées.

## Description

### Le cadre extérieur
Parmi les projets proposés, celui du capitaine du Génie Bonnal est celui retenu. Ce Capitaine, d'origine toulousaine, fournit les plans d'ensemble du bâtiment, dont la construction démarre sous le règne de Napoléon III, juste après la construction de l'aile Rivoli du Louvre et de l'Opéra Garnier. Sa particularité demeure dans ses diverses influences architecturales. 
Bâti sur trois niveaux, le bâtiment principal sera critiqué, notamment pour son entrée, jugée trop petite par rapport à l'ensemble, ce qui peut paraître excessif car il est osé de prétendre qu'une entrée plus grande aurait donné plus d'harmonie à la façade. Fait rare dans la région, la toiture mansardée est en ardoise, ce qui n'est pas sans rappeler l'influence de l'architecture parisienne.

#### La façade Nord

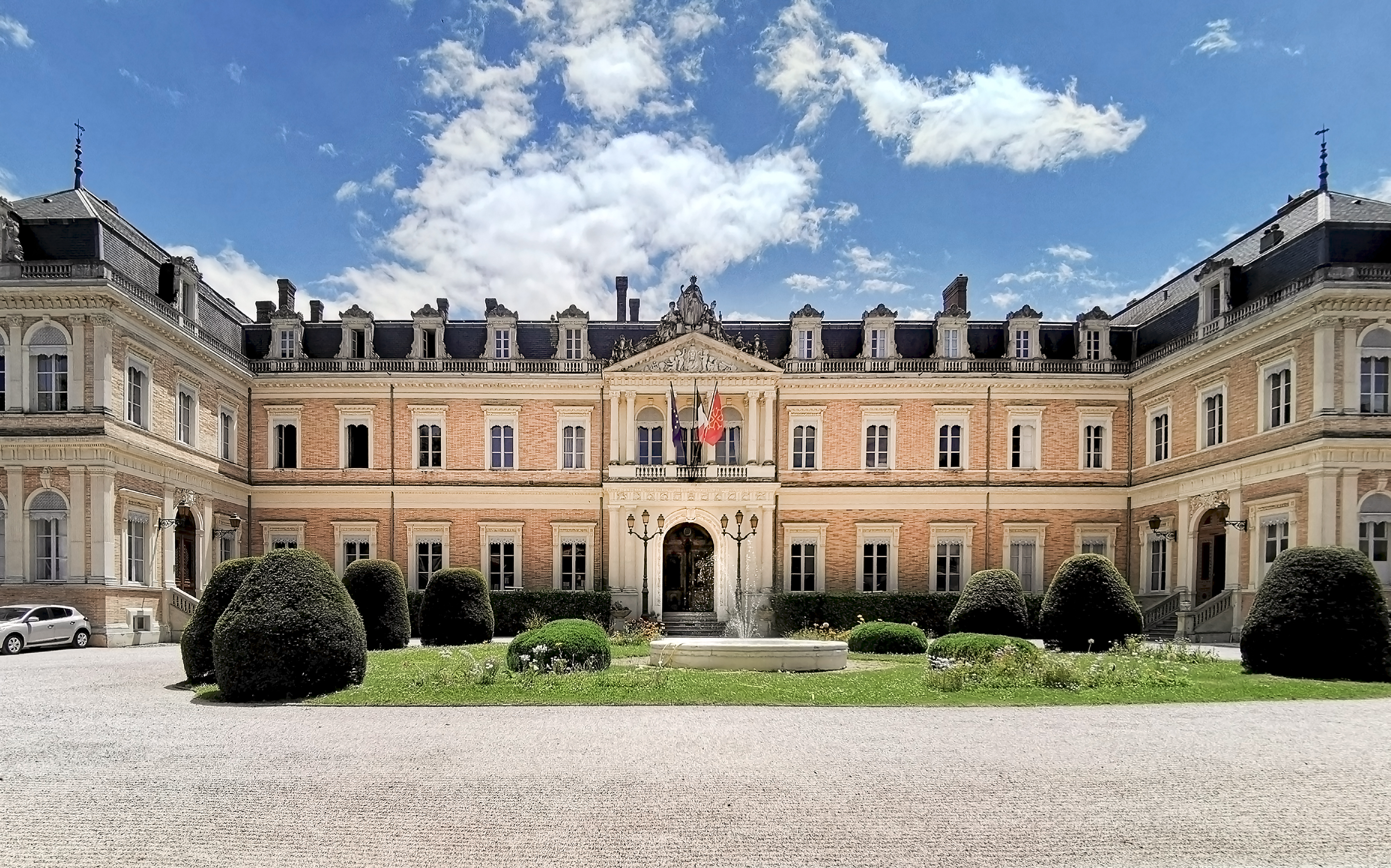
La façade Nord du palais Niel.

La façade Nord, du côté de la place Saint-Jacques et de la rue Montoulieu-Vélane, sévère et martiale, est complétée par deux ailes en retour qui délimitent la cour d'honneur. L'entrée, encadrée par des colonnes doriques, évoque un arc de triomphe. Une frise de trophées et de casques en souligne l'aspect militaire. Henri Mauriette, professeur aux Beaux-Arts, sculpta le fronton qui couronne l'étage. L'allégorie représente la France couronnée de lumière entre la Guerre et la Paix, ainsi que Minerve et les Arts. Quant aux fenêtres, l'ornement a été réalisé par Calmettes.

#### La façade Sud

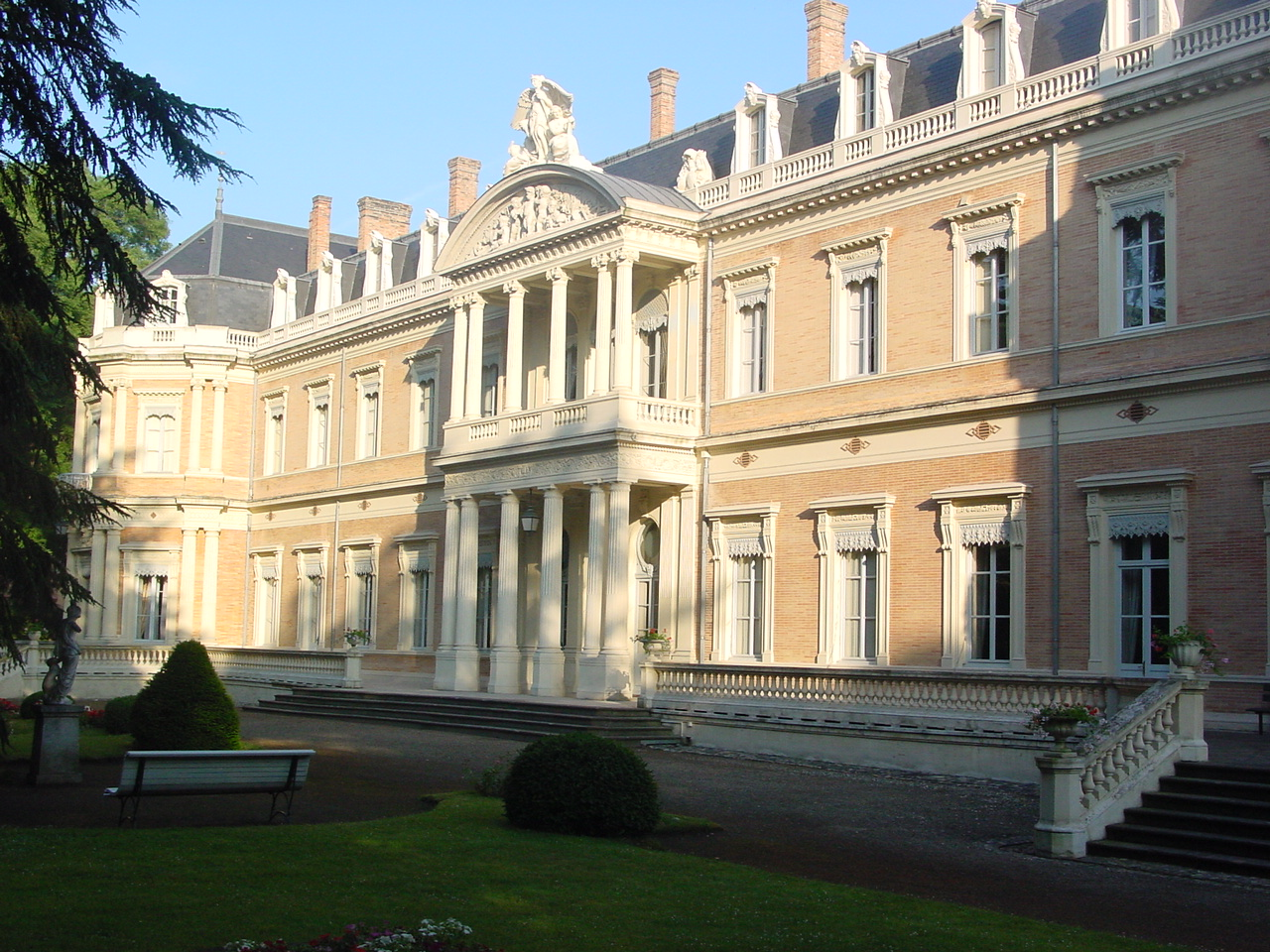
La façade Sud du palais Niel.

La façade Sud s'ouvre sur les jardins et le Jardin du Grand-Rond. Le péristyle confère à cette façade un aspect prestigieux et élégant. Le fronton curviligne sculpté par le Toulousain Charles Ponsin-Andarahy représente des putti au milieu de symboles militaires et agricoles – allusion peut-être à l'économie toulousaine. Les génies de la guerre sont dus à Alphonse Azibert.

#### Le grand cèdre du Liban
Il y avait dans le jardin un grand cèdre du Liban, amené en 1866 grâce à l'ingéniosité de Louis-Marc Demouilles, horticulteur toulousain. L'arbre, situé au-delà du pont de l'École vétérinaire, soit à plus de 2,5 km, avait alors trente ans et mesurait un mètre vingt de circonférence. Il fallut extraire en même temps que l'arbre un volume imposant de terre : les dimensions de cette gigantesque motte furent fixées à 4,20 m de diamètre et 1,20 m d'épaisseur. L'ensemble constituait un poids d'environ 35 tonnes. Des rails, des rouleaux de fer, un cheval et six hommes furent nécessaires pour déplacer le tout. Si les principales difficultés furent de tourner à angle droit à plusieurs carrefours et de prendre la descente allant du pont de l'École vétérinaire à la gare, Demouilles dut se battre pour obtenir les autorisations de transport. L'arbre parvint à destination plus d'un mois et demi après le début de son désenracinement. Il ne resta plus qu'à le déposer dans la fosse préparée pour le recevoir, après avoir toutefois abattu un pan du mur d'enceinte.
Aujourd'hui, on ne trouve plus ce grand cèdre dans les jardins du palais : touché par la foudre, et ayant perdu la moitié de son tronc, il a dû être abattu, risquant à tout moment de s’écrouler sur le palais Niel.

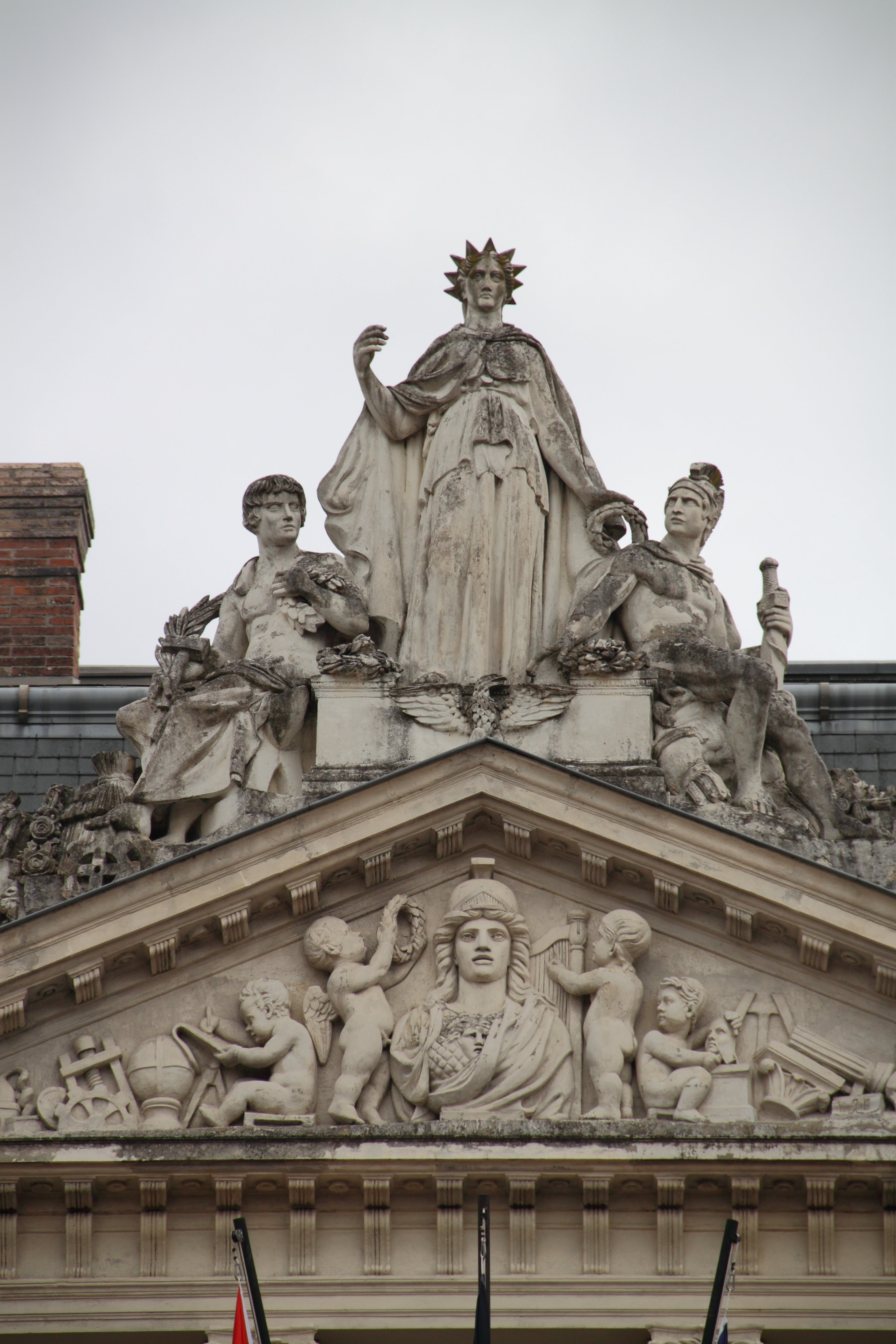
Fronton sur la façade Nord.
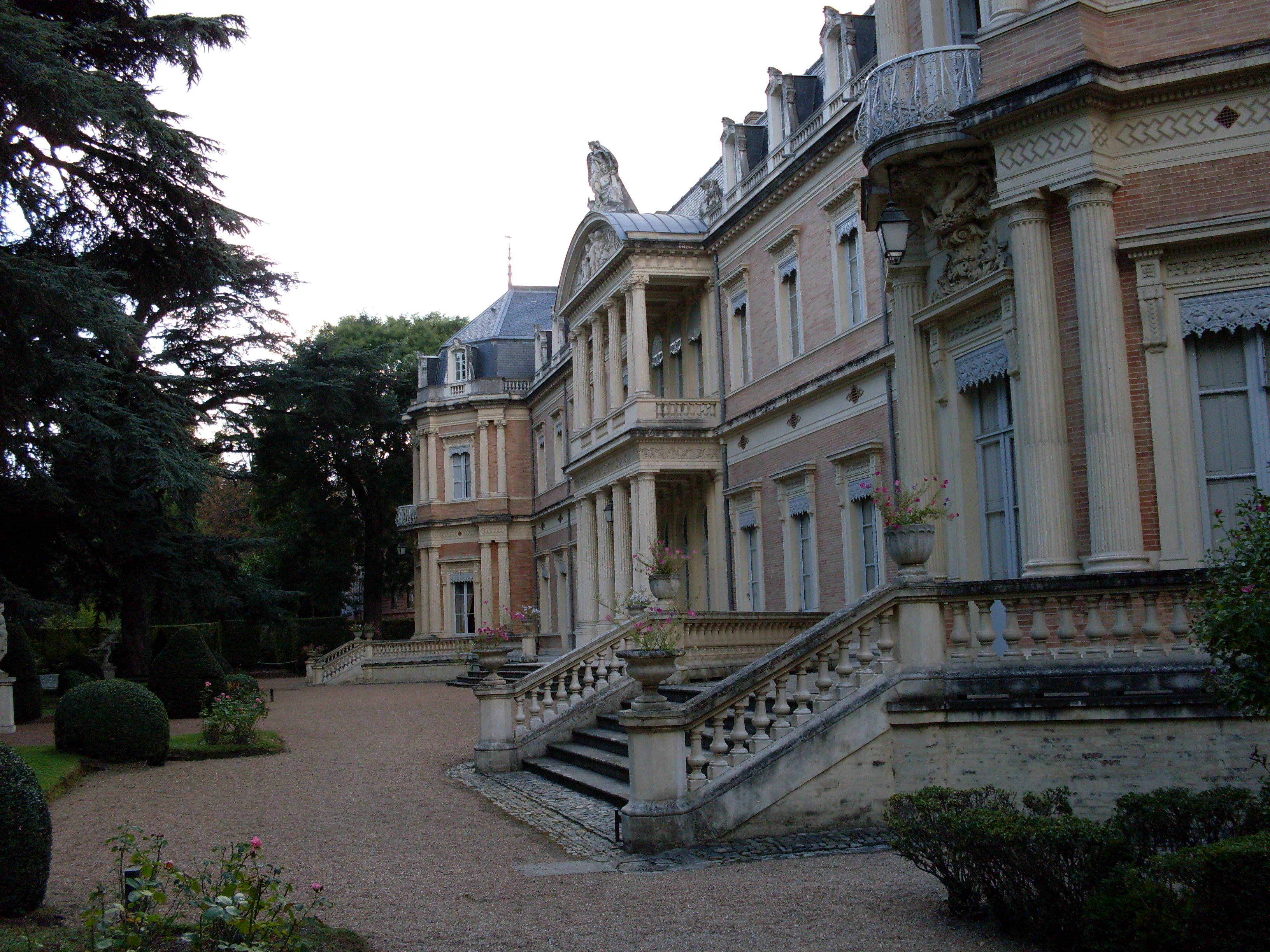
La façade Sud.
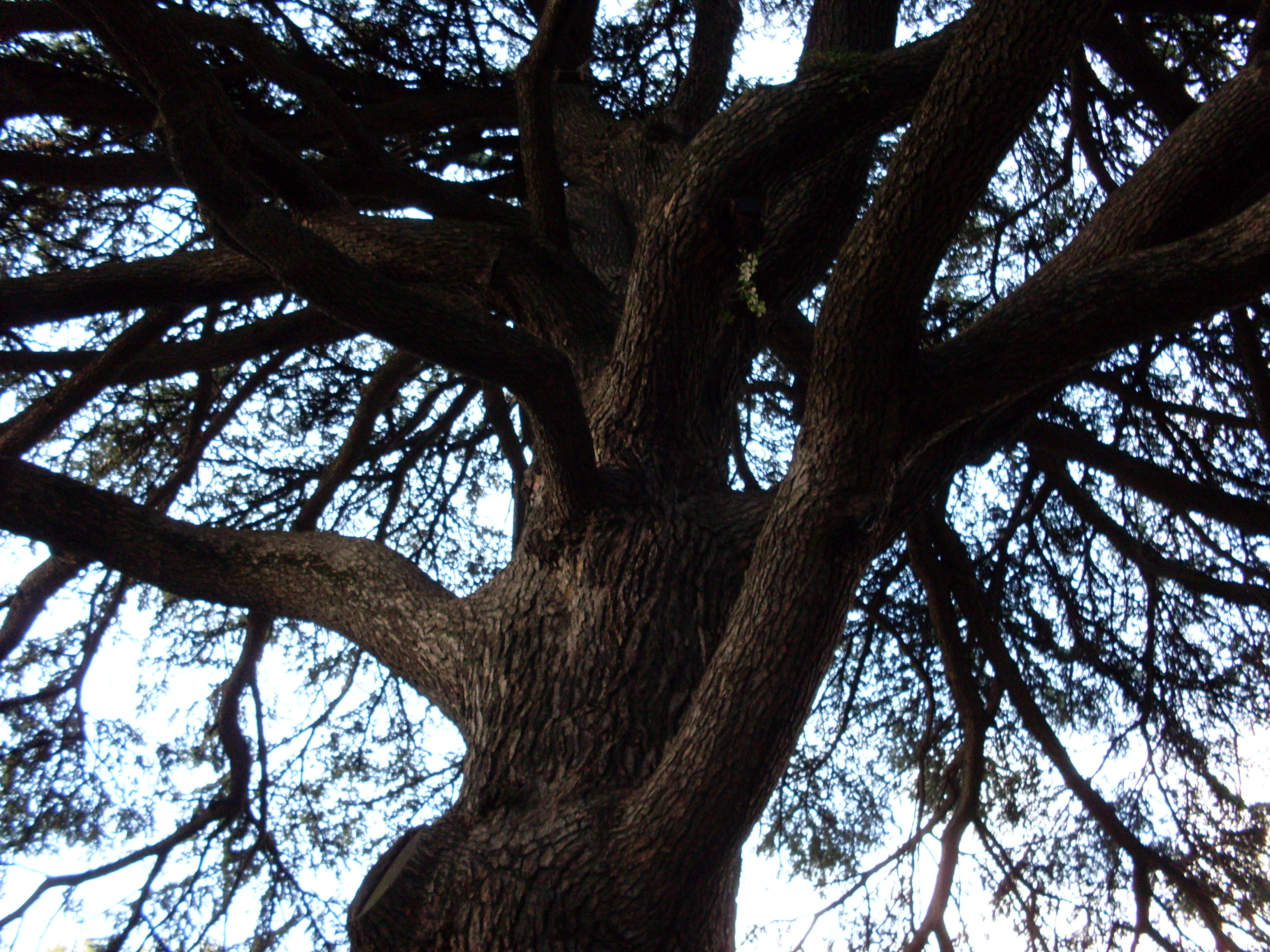
Le vieux cèdre du Liban.

### Le cadre intérieur

#### Le hall d'entrée
Dans le hall d'entrée se trouve un monumental escalier d'honneur à volées droites en retour, dont la rampe en fonte est ornée de palmes et de rinceaux. Le long des murs, un décor de guirlandes de feuilles de chêne et de laurier, de trophées et d'aigles, donne à l'ensemble un aspect à la fois théâtral et solennel. 
Le grand escalier ne serait pas ce qu'il est sans le portrait du Maréchal Niel (peint par Charles-Philippe Larivière en 1860), qui ajoute à la perspective toute sa dimension. Il y a également beaucoup de trophées militaires, d'allégories aux arts et aux guerriers de l'Antiquité. Les plaques se trouvant dans le hall portent les noms de tous les généraux ayant eu un commandement à Toulouse.

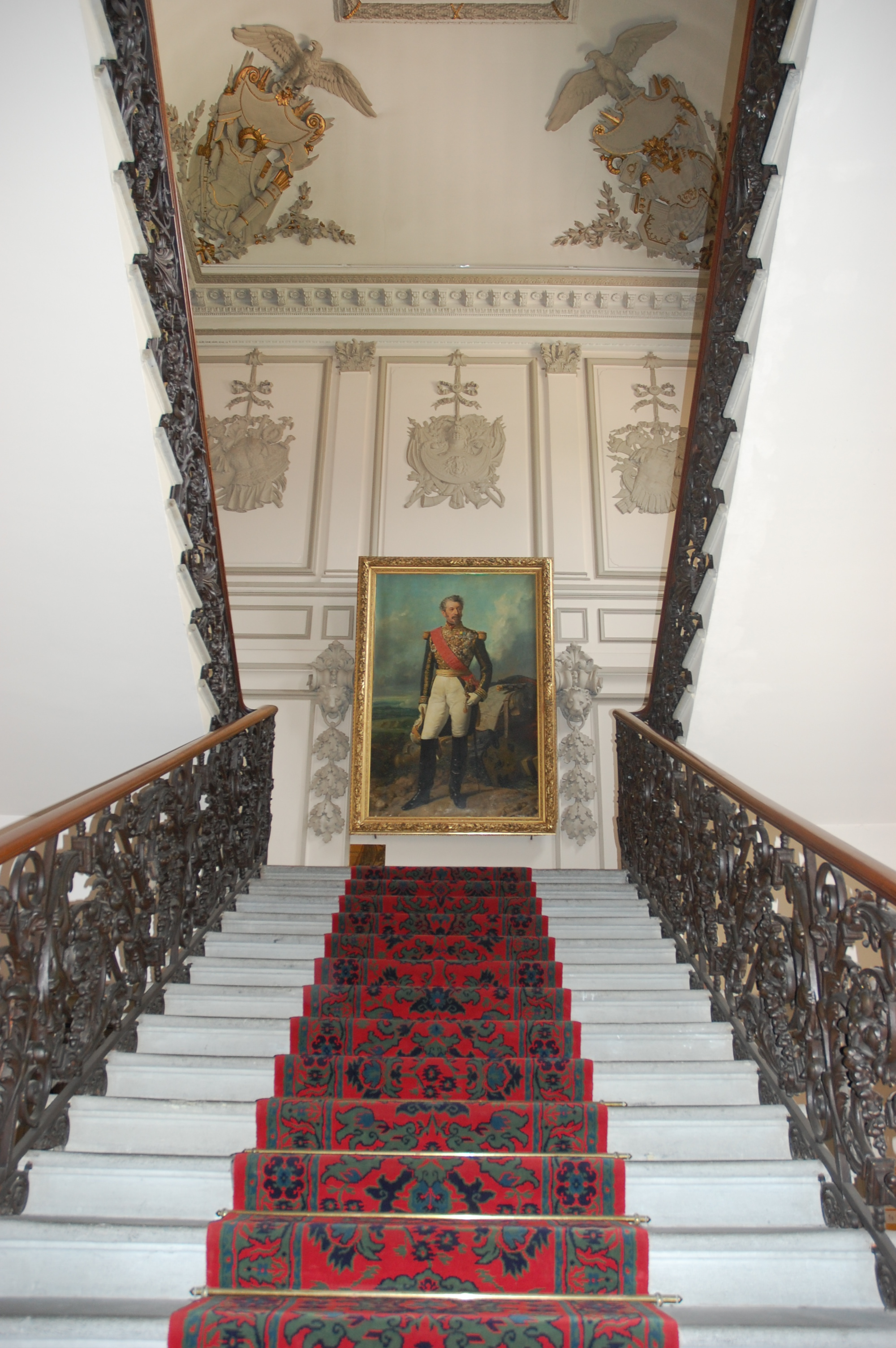
L'escalier du hall d'entrée du palais Niel, avec le portrait du maréchal Niel.

Dans le hall d'entrée se trouve une statue : créée par Madame Anne-Marie Guignon-Moretti, sculptrice aux Armées, cette statue représente l’archange Saint-Michel, saint patron des parachutistes, terrassant le dragon. Coulée par les fonderies Clémenti à Meudon, financée par les dons de la 11e Division parachutiste, et bénie par Monseigneur Dubost, évêque aux Armées, le 21 septembre 1997 à Toulouse, elle est la propriété de la grande unité parachutiste.

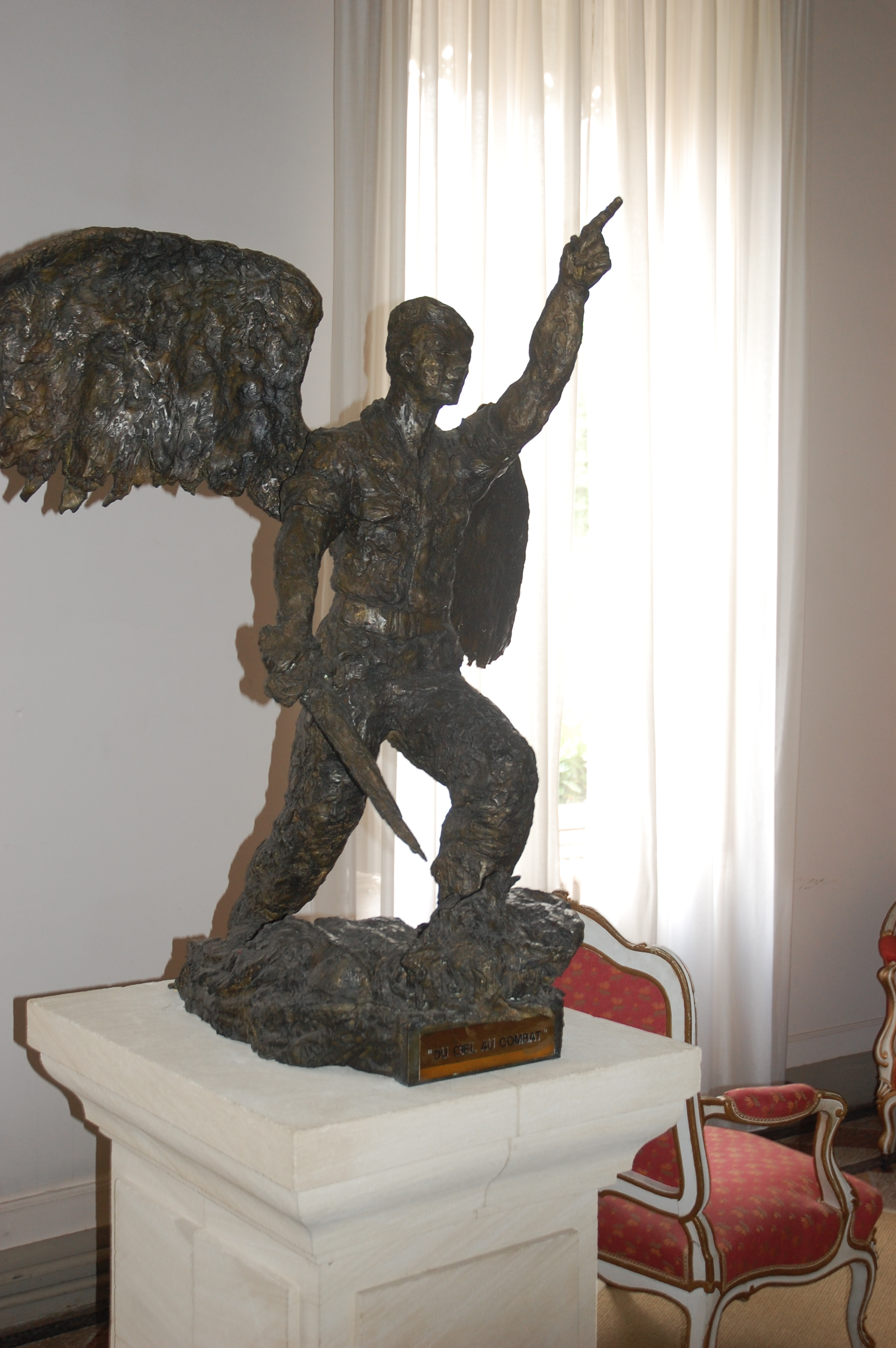
Une statue du saint patron des parachutistes Saint Michel se trouvant dans le hall d'entrée du Palais Niel.

#### Le grand salon
Le grand salon est un lieu de réception comme le montre son volume. Il est empreint de majesté avec ses colonnes, ses dorures somptueuses et ses cinq magnifiques lustres. Sa particularité réside dans l'utilisation des arcades qui le divisent en trois parties, offrant ainsi un espace pour les festivités et les bals. Les grands miroirs, surmontés de l'aigle impérial, en soulignent l'aspect prestigieux et confèrent au salon sa dimension de fête et de parade, comme le suggèrent les guirlandes et les instruments de musique. À noter que sur la cheminée se trouvent les bâtons de commandement, symbole du Maréchal, ainsi que le buste de Madame Niel.

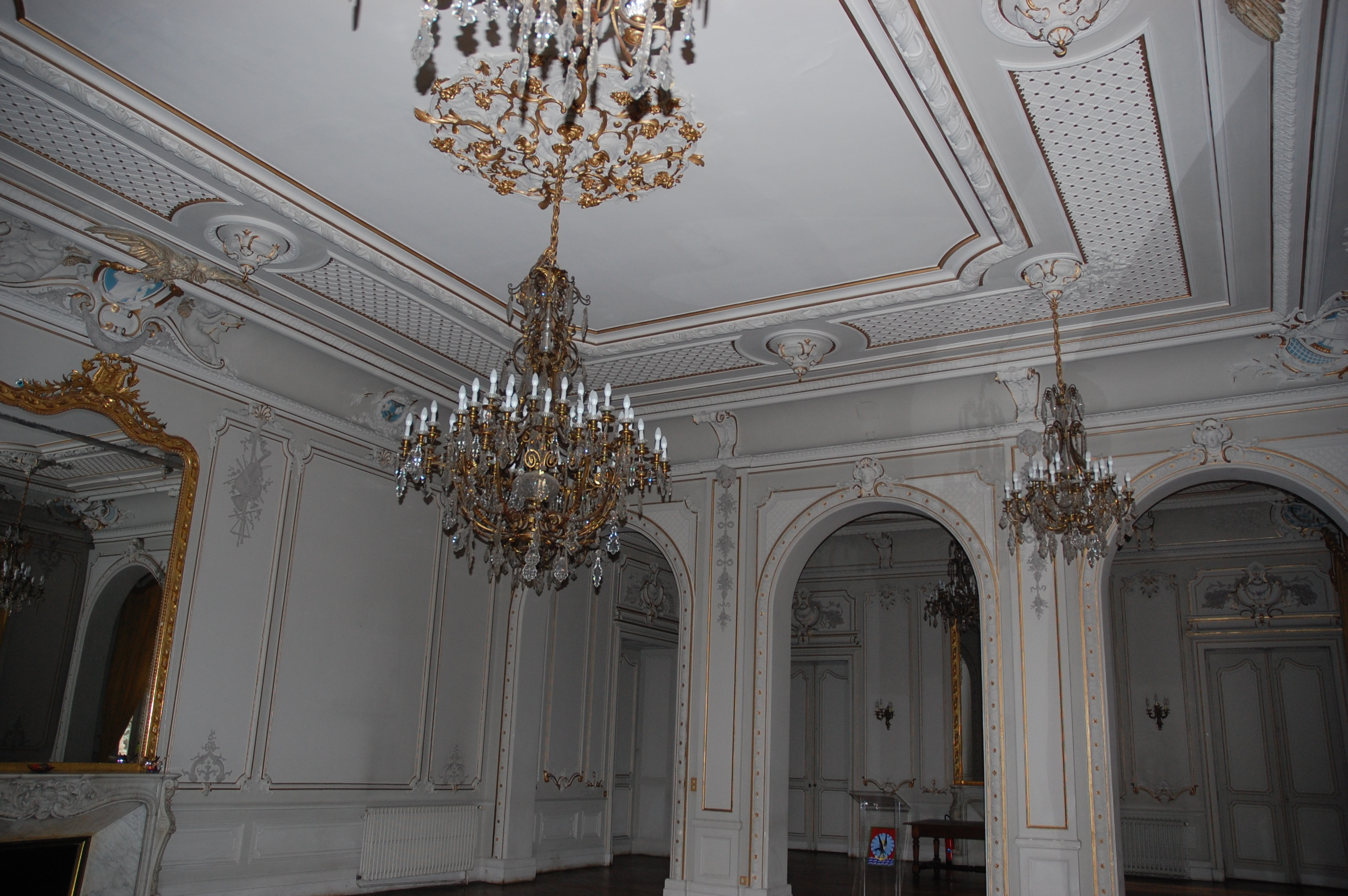
Le grand salon du palais Niel.

#### Le salon des maréchaux
Le salon des maréchaux est un salon de réception dont la particularité réside dans cette demi-rotonde ouvrant sur le parc. Une longue guirlande végétale entoure le plafond orné de trophées, du chiffre impérial et de deux aigles majestueux. Le buste sur la cheminée représente le sculpteur François Lucas, auteur notamment du bas-relief des Ponts-Jumeaux à la jonction du Canal du Midi et du Canal de Brienne. 

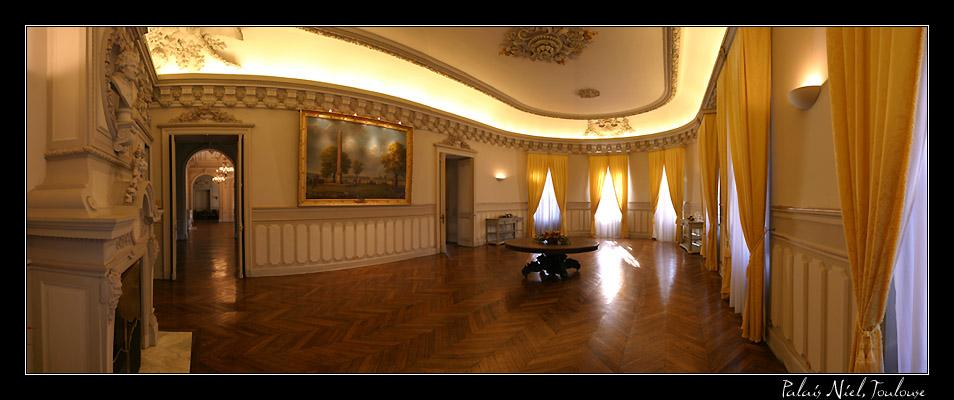
Le salon des maréchaux au palais Niel.

#### La salle à manger
Meublée avec du mobilier de type Napoléon III, caractérisé par la couleur noire associée à des dorures, elle est relativement intime, de par sa capacité d’accueil : un maximum de quatorze convives seulement peuvent y diner. Les peintures de natures mortes ont été prêtées par le Musée des Augustins, comme la plupart des tableaux présents dans le Palais Niel.

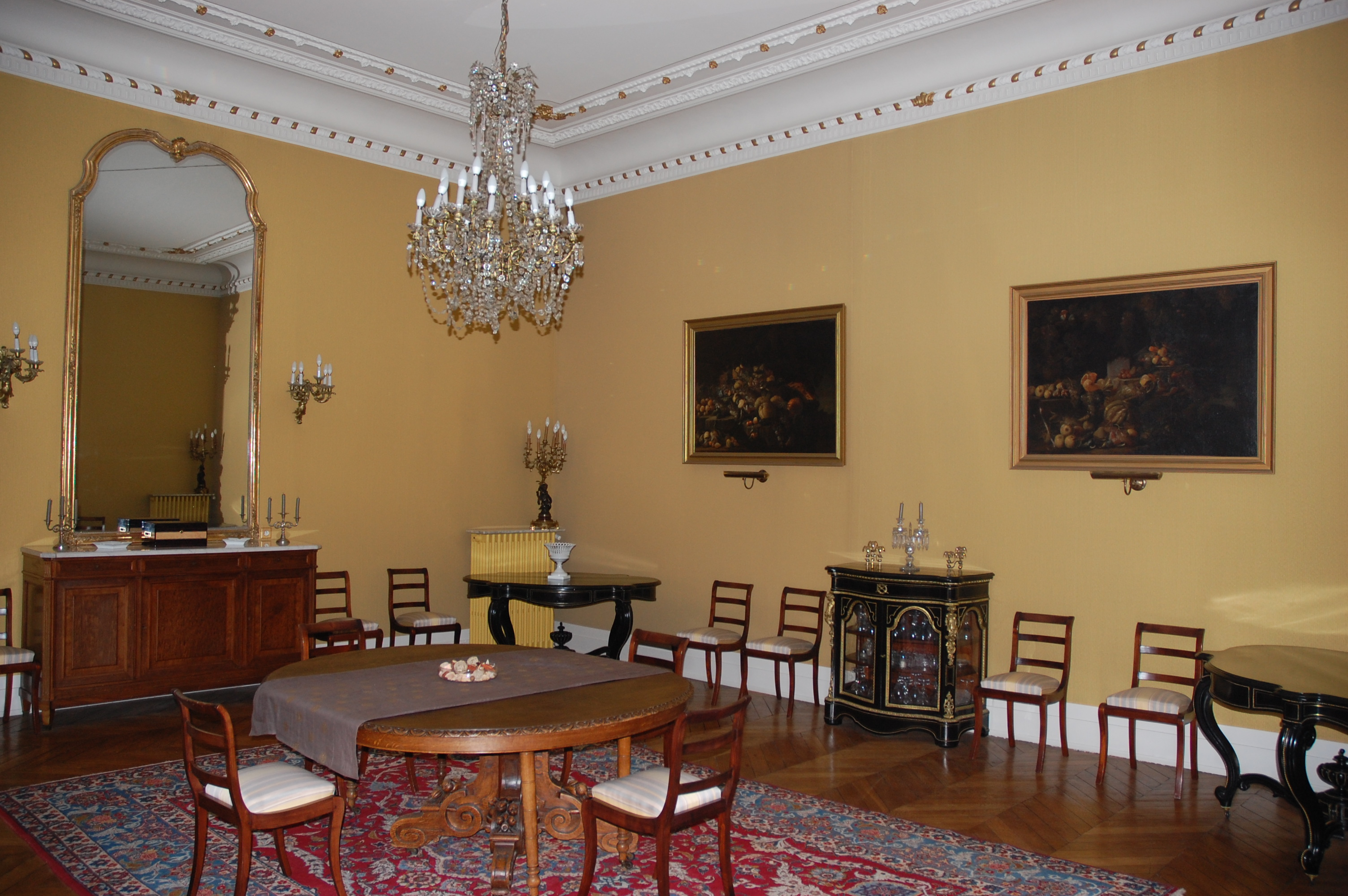
La salle à manger du palais Niel.

#### Le salon blanc
Il domine la cour d’honneur, et son intérêt demeure principalement dans son mobilier, notamment dans une commode imitée des meubles Boulle. On a en effet sous le Second Empire le goût des commodes à la manière de Boulle, pastiches approximatifs mais non dépourvus de qualités techniques, pratiqués entre autres par l’ébéniste Frédéric Roux. On utilise du marbre, du bronze ou du zinc doré pour imiter le bronze, et de la nacre et écailles de tortue en marqueterie. Le Second Empire aime les meubles foncés et les meubles des autres époques, d’où un éclectisme également présent dans ce mobilier. Au-dessus du poêle, une pendule en bronze et bronze doré représente Ariane endormie : c’est la copie d’une statue antique que l’on peut trouver au musée Pio-Clementino au Vatican.

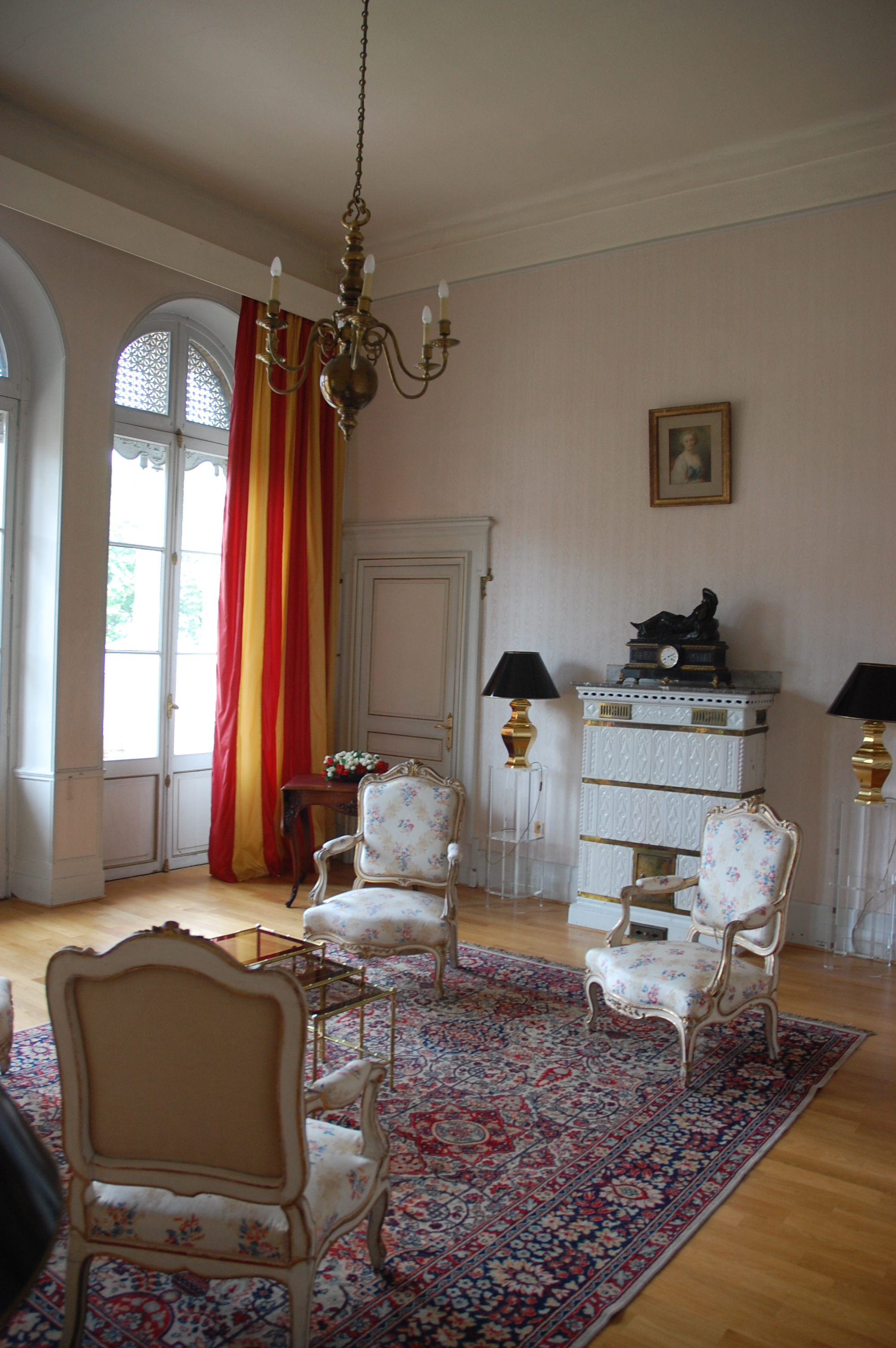
Le salon blanc au palais Niel.

#### Le salon jaune ou salon doré
La décoration de ce salon nous plonge directement dans l’esprit du XVIIIe siècle et plus particulièrement de Louis XV, avec ses grands panneaux qui ornent les murs, ses grandes cheminées de marbre et son mobilier aux styles divers. Le mobilier est dans cette pièce aussi de style Louis XV : on remarque des meubles aux styles divers, des originaux et des copies, mélangés dans un même lieu. On remarque le chintz, le velours et le taffetas utilisés dans le mobilier, caractéristiques de l’époque. Les grands miroirs soulignent le progrès de l’industrie, preuves que l’on est capable à cette époque de réaliser de grandes pièces en miroiterie. Les dessus de porte ont été peints en 1867 par Lucien Mengaud.

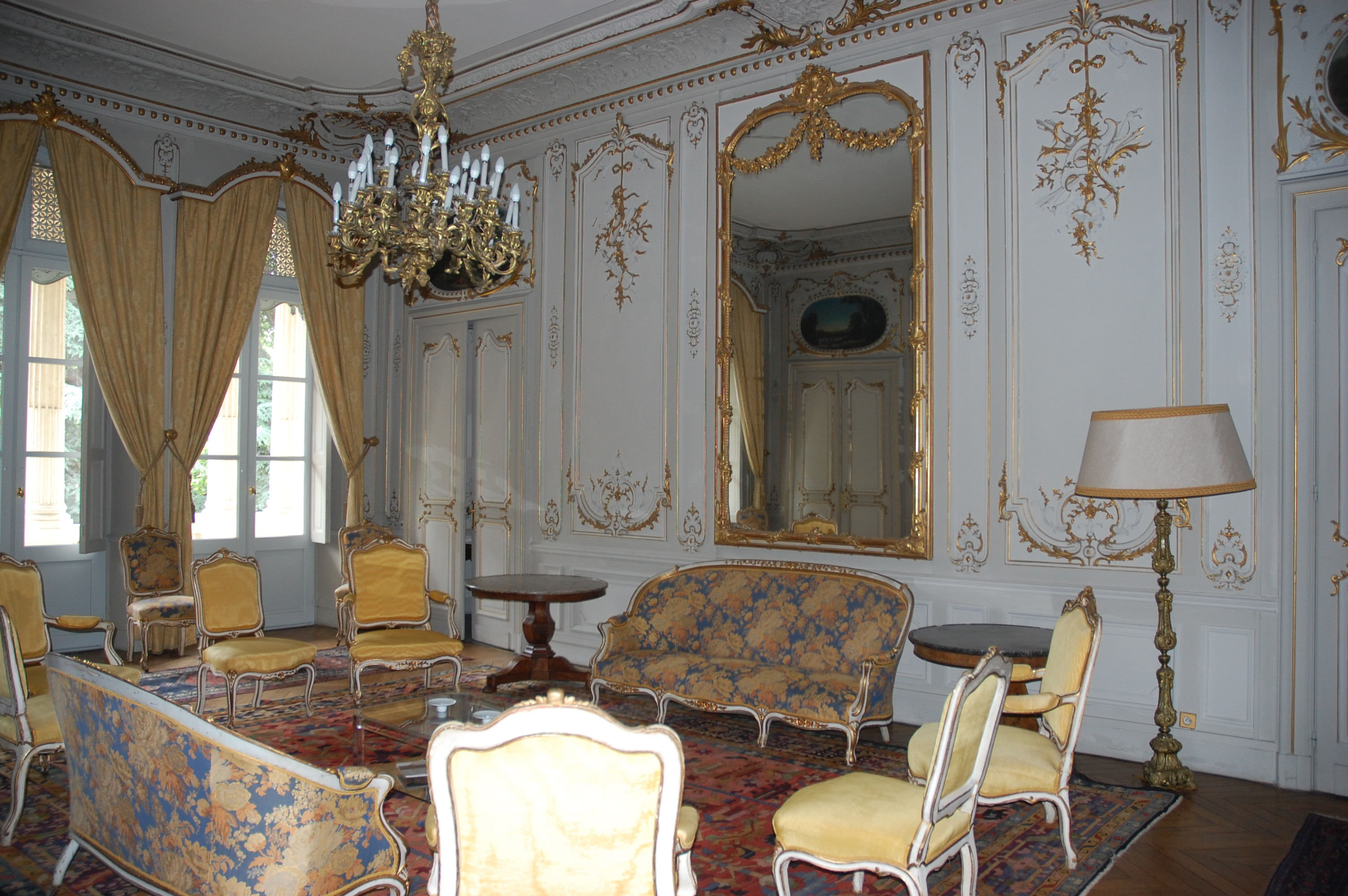
Le salon jaune au palais Niel.

#### Le salon bleu ou salon de jeu
Le charme de ce salon tient dans son décor en bleu et blanc, qui évoque le style Wedgood, un décor à fond bleu et personnages blancs mis à la mode en Angleterre au XVIIIe, inspiré des stucs et fresques de Pompéi. En effet, plusieurs éléments du palais sont un rappel de Pompéi : c’est au siècle précédant la construction du palais Niel qu’ont été redécouverts la cité et ses trésors antiques, qui ont ainsi pu inspirer les décorations de plusieurs lieux prestigieux.

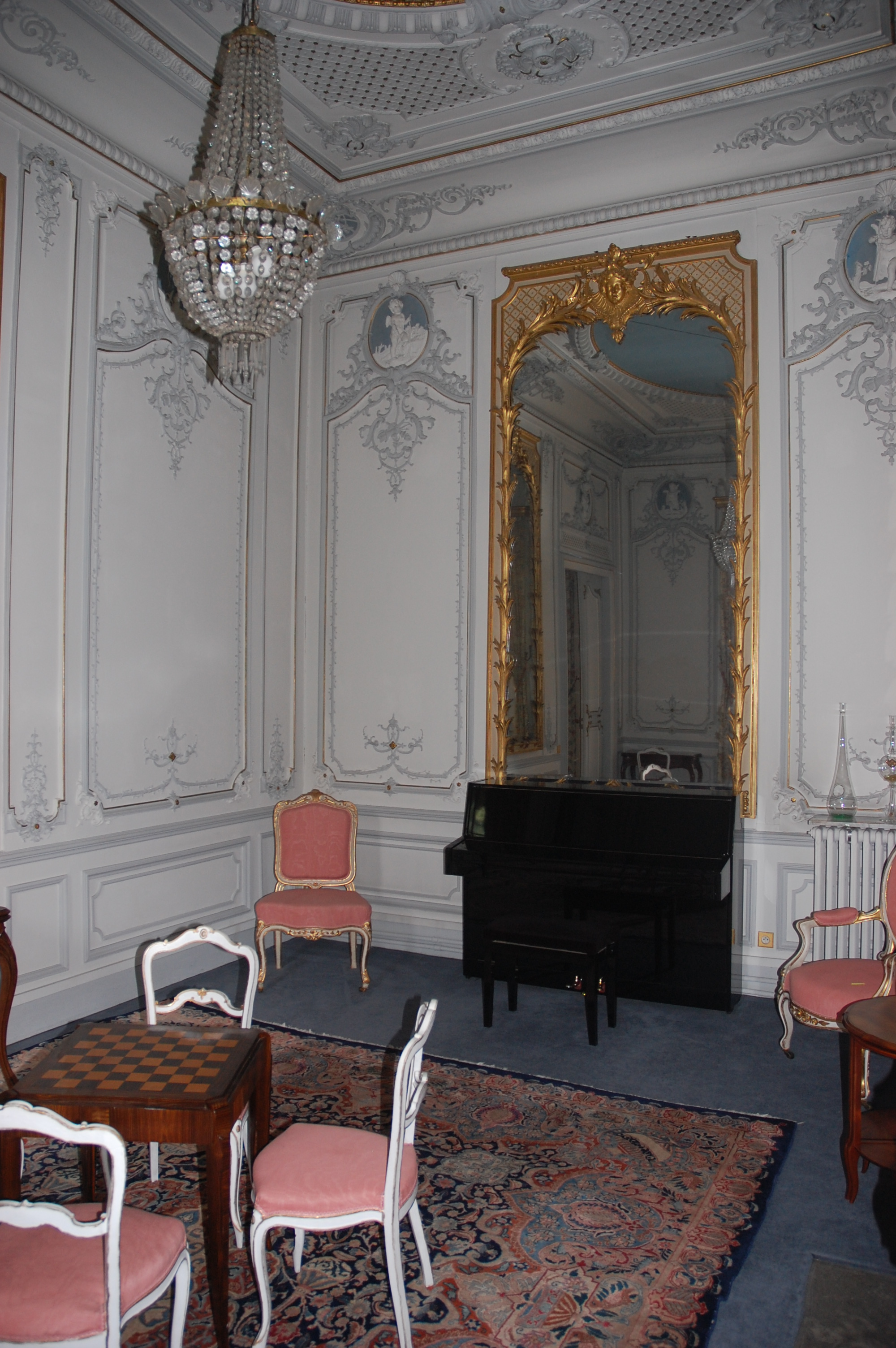
le salon bleu ou salon de jeu au palais Niel.

#### Le salon rose ou salon Minerve
Ce salon doit son nom à la statue sans tête de Minerve qu’on y trouve, copie d’une statue exposée au Musée Saint Raymond. Richement décoré, on remarque notamment une console en marbre blanc, et un tableau étant une copie d’une peinture de David intitulée « Napoléon traversant le col du Saint Bernard ». Il faut remarquer la disposition particulière des pièces, qui oblige à y circuler en enfilade : il n’y a pas de galeries comme au Château de Versailles, car au palais Niel, la place n’est pas à la parade. Même les appliques murales sont un rappel que l’on se trouve dans un palais à fonction militaire : elles représentent des médaillons avec des casques et des armes. 

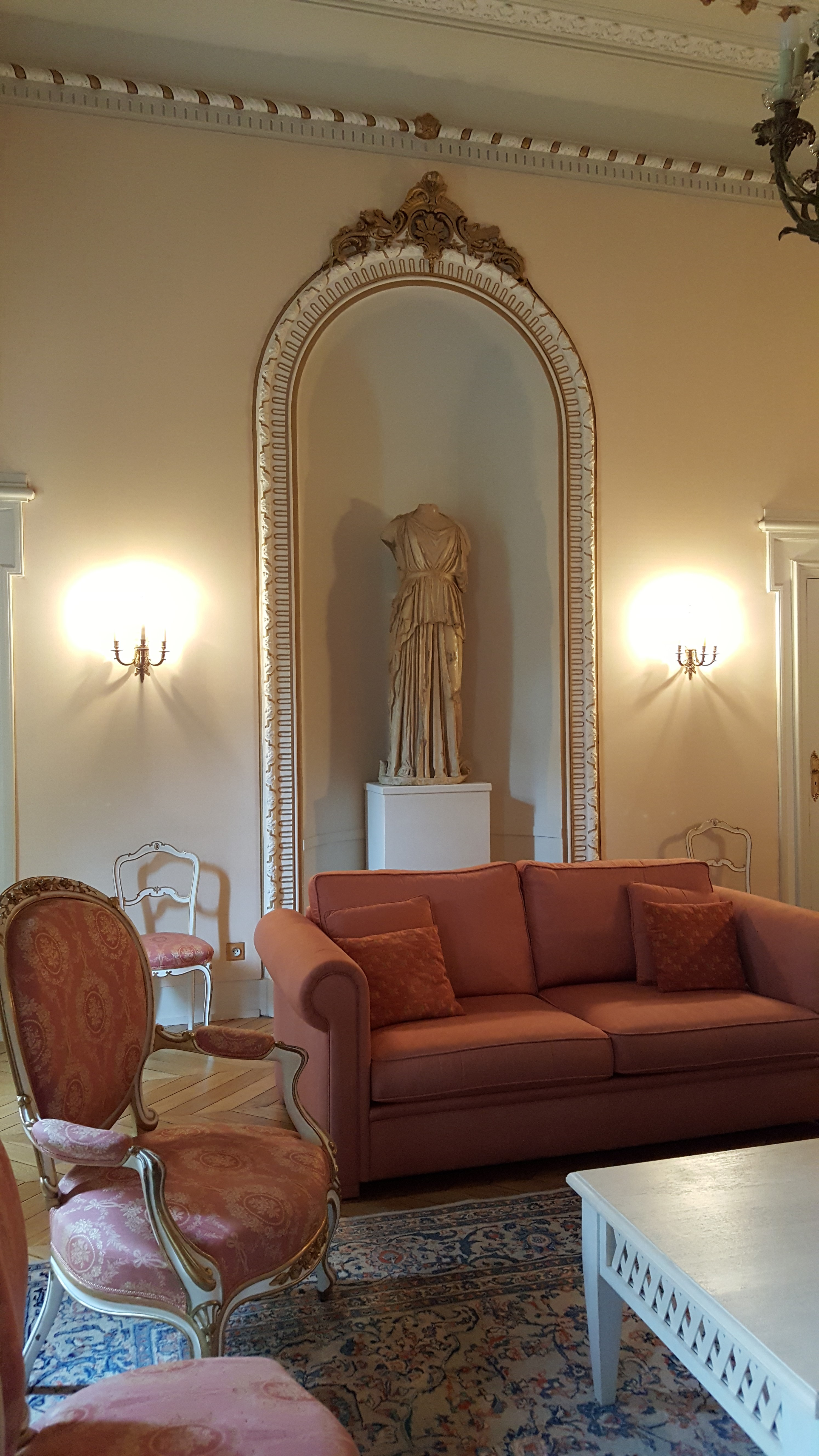
Salon rose ou salon Minerve.

#### La chambre Prince Charles
Du 21 à 23 juillet 1980, le prince Charles, fils de la reine Élisabeth II, a séjourné au palais Niel lors d’une visite des forces armées de la région, à Toulouse et à Pau : il a adressé une lettre de remerciement au général Lemaire qui lui a laissé sa chambre. Celle-ci porte désormais le nom de « Prince Charles » en l’honneur de cette visite prestigieuse.

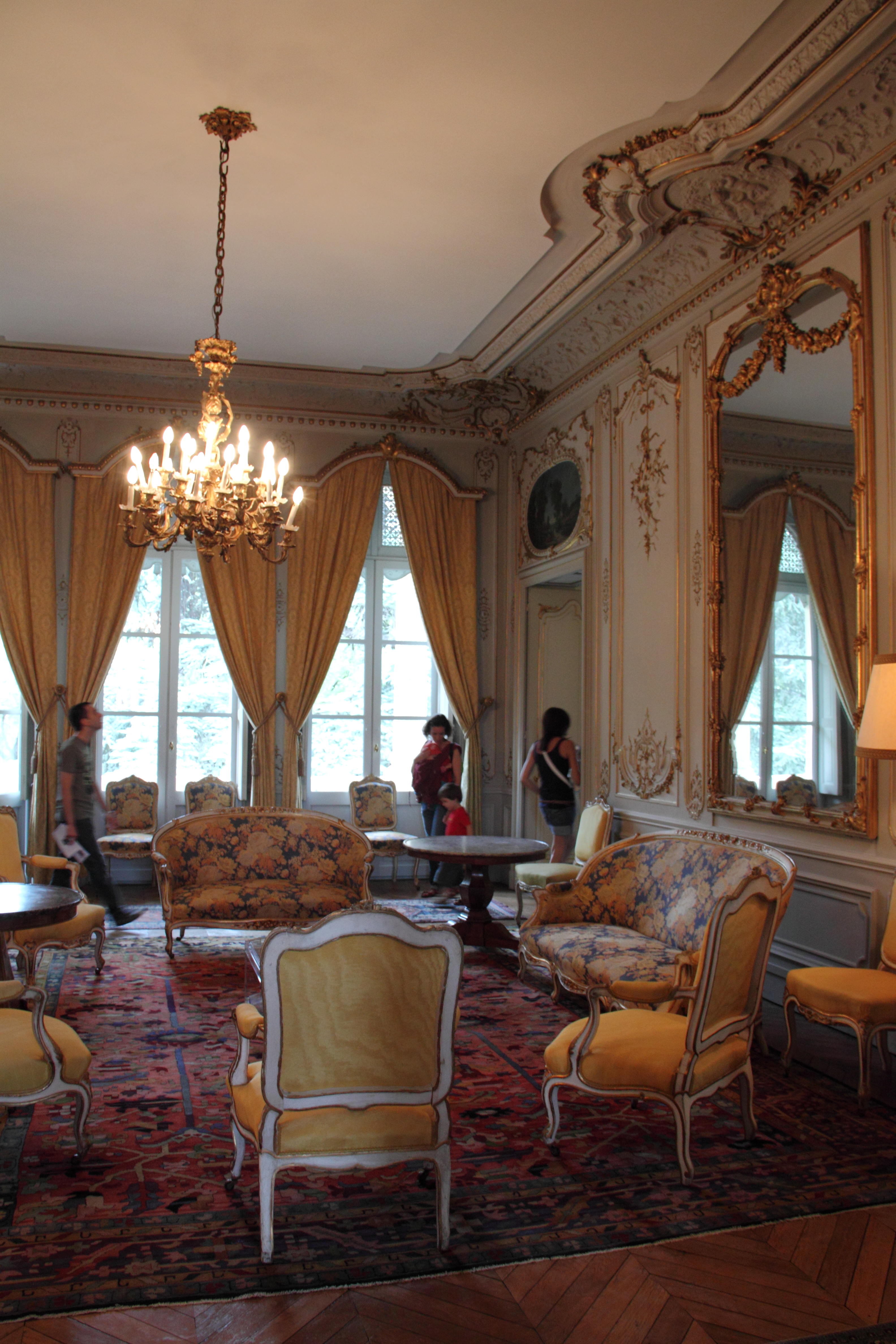
Grand salon.
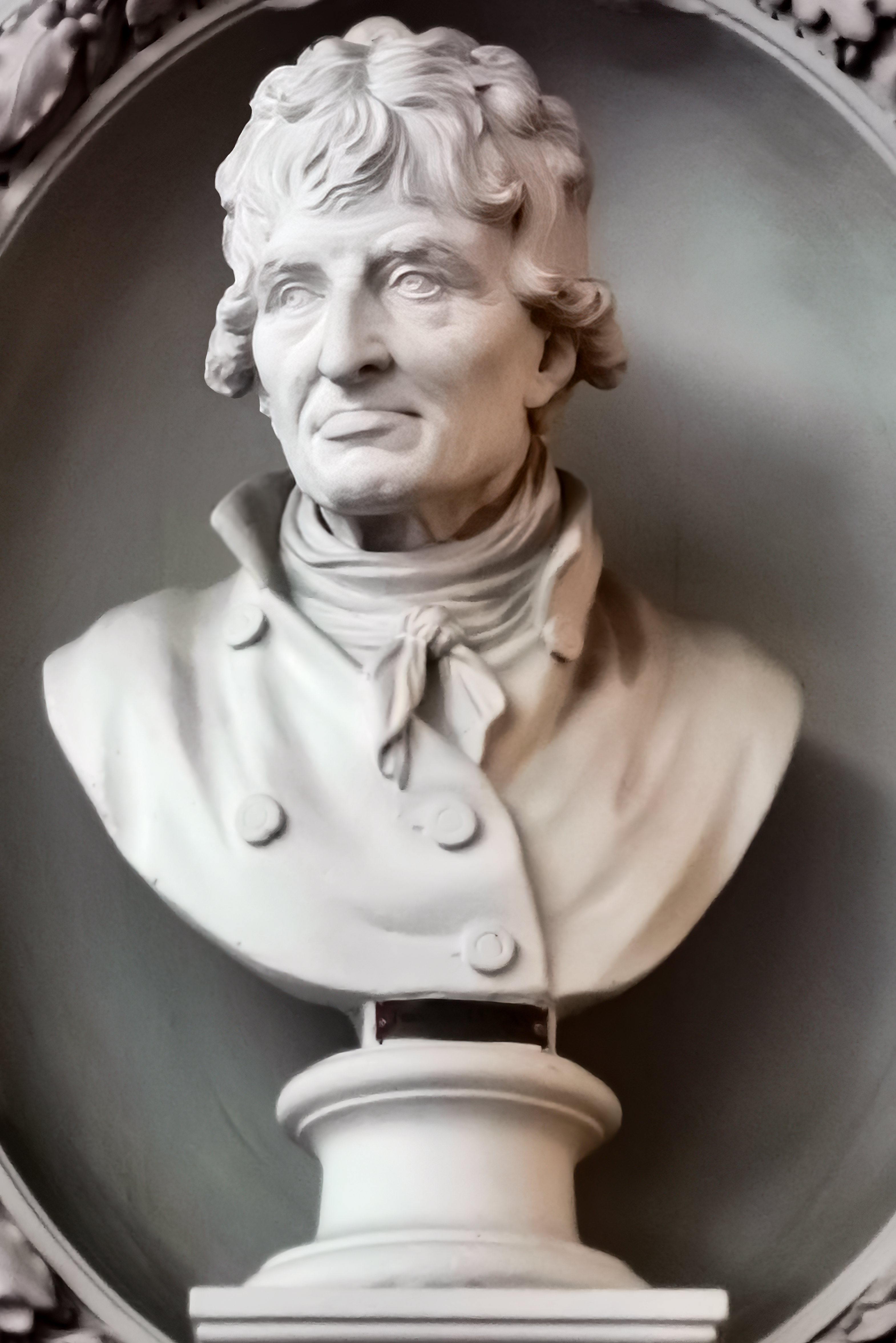
Buste de François Lucas par Pierre Vigan
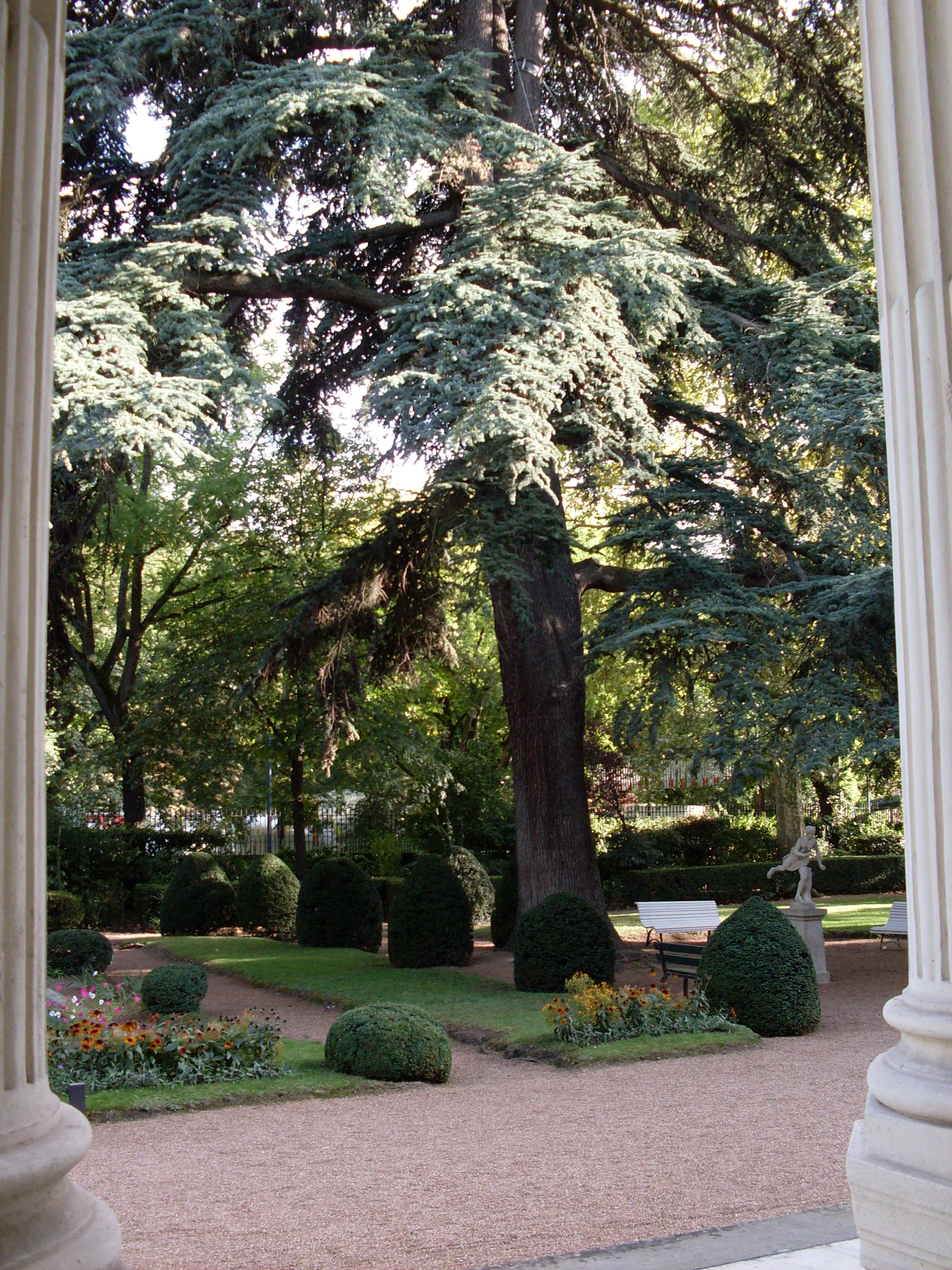
Jardins du palais Niel.